# 광천항
광천항은 경상남도 남해군 창선면 광천리에 있는 어항이다. 2005년 7월 21일 지방어항으로 지정하여 관리하고 있다. 시설관리자는 남해군수이다.

## 어항 연혁
- 창선다리를 건너 왼쪽 길로 들어서 신흥, 사포마을을 지나면 광천이 나온다. 대방산에서 흘러온 물이 내를 이루어 마을 한가운데를 가로 지르며 강진해로 잦아든다. 가물때면 졸 졸 졸, 비가 오고나면 콸콸콸, 시냇물 흐르는 소리 잠결 귀밑까지 다가오는 마을. 시나브로 마을 안길 넓히느라 개울이 좁아 졌지만 이전에는 넓은 내를 이루었다 하여 '넓을 광' '내 천'이라 마을 이름을 지었다. 창선면 광천마을은 고려시대에 박씨, 이씨가 처음 들어와 터를 일구기 시작했다고 한다.

## 어항 시설
- 방파제 120m, 선착장 120m

## 주요 어종
- 낙지, 장어, 전어, 게, 주꾸미